# Adalbero de Carintia
Adalbero de Eppenstein (n. 980 – d. 29 noiembrie 1039) a fost duce de Carintia de la 1011 sau 1012 până la 1035.
Adalbero era fiul contelui Markward de Eppenstein, margraf de Stiria, succedând tatălui său în jurul anului 1000. El a fost căsătorit cu Beatrix (d. 23 februarie după 1125), probabil o fiică a ducelui Herman al II-lea de Suabia din dinastia Conradinilor și cumnată cu împăratul Conrad al II-lea din dinastia Saliană.
În 1011/1012, regele Germaniei Henric al II-lea i-a acordat ca feudă lui Adalbero Ducatul Carintia, inclusiv stăpânirea asupra Mărcii de Verona. La acea vreme, Conrad al II-lea "cel Tânăr", fiul predecesorului său Conrad I din dinastia Saliană, era minor și ca urmare nu era luat în considerare, devenind ulterior un puternic rival.
După dispute politice cu familia Salienilor și o răscoală nereușită împotriva împăratului Conrad al II-lea, Adalbero a fost nevoit în 1035 să renunțe la toate drepturile și feudele sale, dar episcopul Egilbert de Freising, unul dintre consilerii fiului lui Conrad, regele Henric al III-lea, i-a sfătuit pe principii germani și pe Henric însuși să nu recunoască depunerea lui Adalberto. Pe de altă parte, Conrad "cel Tânăr" al II-lea de Carintia a fost nevoit să depună multe umilințe în fața lui Henric, care în cele din urmă a consimțit la aceste cereri, așa încât Adalbero a fost înlăturat și stăpânirea asupra Carintiei a revenit definitiv lui Conrad. Adalberto a murit în exil în Bavaria, la Ebersberg în 1039.